# Premelittia
Premelittia é um gênero de traça pertencente à família Brachodidae.